# Bourcheuil
Bourcheuil is een gehucht in de Franse gemeente Dourges in het departement Pas-de-Calais. Bourcheuil ligt in het westen van de gemeente, zo'n anderhalve kilometer ten noordwesten van de dorpskern van Dourges.

## Geschiedenis
Oude vermeldingen van de plaats dateren uit de 11de eeuw als Buricellum, Borceolum en Boreceolum. Het dorpje had een kerk, gewijd aan de Sint-Amatus (Saint-Amé).
Het dorpje raakte in de 17de en 18de eeuw meermaals vernield. De 18de-eeuwse Cassinikaart toont hier nog het dorpje Bourcheuil. Uiteindelijk verdween ook de kerk.
Op het eind van het ancien régime werd Bourcheuil een gemeente. In 1821 werd de gemeente (op dat moment 142 inwoners) al opgeheven aangehecht bij de gemeente Dourges (743 inwoners in 1821). Kadasterplans uit de eerste helft van de 19de eeuw tonen slechts nog enkele gebouwen en de locatie van een kerkhof met een kapelletje.